# انتخابگر
«انتخابگر» (به انگلیسی: Reckoner) نام آهنگی از گروه آلترنیتیو راک انگلیسی ریدیوهد است که در سال ۲۰۰۸ منتشر شد. آهنگ هفتمین قطعه از آلبوم در رنگین‌کمان‌ها است. «انتخابگر» در وبسایت گروه برای افرادی که علاقه به ریمیکس آهنگ داشتند به صورت بخش بخش نیز منتشر شد.(به این معنی که وکال، گیتار، بیس و... جداگانه قرار داده شدند.)
آهنگ در لیست پانصد آهنگ برتر ۲۰۰۰ میلادی که توسط پیچفورک مدیا منتشر شد در رده ۲۵۴ قرار گرفت.